# Tickle
La Tickle è stata un'etichetta discografica italiana attiva negli anni '70.

## Storia
La Tickle venne fondata su iniziativa della Ariston Records nel 1970; la sede era a Milano.
Tra gli artisti pubblicati dall'etichetta ricordiamo i gruppi di rock progressivo The Underground Set (dietro cui si nascondevano i Nuova Idea) ed Antonius Rex, ed il direttore d'orchestra ed arrangiatore Gian Piero Reverberi; un altro artista che incise per la Tickle è Renzo Arbore che, insieme agli amici Franco Bracardi, Fabrizio Zampa, Mauro Chiari e Massimo Catalano incise un 45 giri con la denominazione N.U. Orleans Rubbish Band.
Negli anni '70 hanno collaborato come "autori-compositori" Giorgio Seren Gay, Giuseppe Damele e il pianista Italo Salizzato.
Alla fine del decennio l'etichetta cessò le attività.

## Discografia parziale

### 33 giri
| Numero di catalogo | Anno | Interprete            | Titolo Album                             |
| ------------------ | ---- | --------------------- | ---------------------------------------- |
| TLPS 5002          | 1971 | The Underground Set   | War In The Night Before                  |
| TLPS 5003          | 1972 | Oz Master Magnus Ltd. | Oz Master Magnus Ltd.                    |
| TLPS 5013          | 1977 | Antonius Rex          | Zora                                     |
| TLPS 5014          | 1977 | Asterix               | Poligrafici, pensionati, trombai e santi |
| TLPS 5018          | 1978 | Antonius Rex          | Zora                                     |

### 45 giri
| Numero di catalogo | Anno | Interprete                                                         | Titoli                                      |
| ------------------ | ---- | ------------------------------------------------------------------ | ------------------------------------------- |
| TSP 1301           | 1971 | The Underground Set                                                | Una lettera/Libitum                         |
| TSP 1302           | 1971 | Paolo Colafrancesco (sul lato A)/Roberto Bacchiocchi (sul lato B)  | Uomo del Sud/Son di là                      |
| TSP 1304           | 1971 | The Underground Set (sul lato A)/Gian Piero Reverberi (sul lato B) | La casa aperta agli ospiti/Messaggio per te |
| TSP 1305           | 1972 | Gian Piero Reverberi                                               | Deserto/Il profumo della verità             |
| TSP 1307           | 1972 | N.U. Orleans Rubbish Band                                          | She Was Not An Angel/The Stage Boy          |
| TSP 1308           | 1972 | South African Combo                                                | Orgiastic Ritual/Black Secret               |
| TSP 1312           | 1973 | Oz Master Magnus Ltd.                                              | Lonely People/Lady Lucinda                  |
| TCK 1314           | 1976 | The Valeriano Group                                                | Diavolo/Tiahvanaco                          |
| TCK 1319           | 1977 | Le Ombre                                                           | Orizzonte sul mare/Cos'è un amore           |
| TCK 1322           | 1977 | The Valeriano Group                                                | L'urlo del vento/Slow down                  |
| TCK 1326           | 1979 | Tommy River                                                        | Vele di cristallo/A te caro amore           |